# Jás
Jás (románul: Iași) falu Romániában, Erdélyben, Brassó megyében.

## Fekvése
Fogarastól délnyugatra fekvő település.

## Története
Jás nevét 1534-ben említette először oklevél Jaas néven. További névváltozatai: 1733-ban Jáss, 1750-ben Iasch, 1760–1762 között Jats, 1808-ban Jás ~ Jaás ~ Jász, Jassau, Jaszu, 1861-ben Jáás, 1888-ban Jás (Jaás, Jasza), 1913-ban Jás.
1640-ben Ias néven írták, ekkor I. Rákóczi György birtokai közé tartozott.
A trianoni békeszerződés előtt Fogaras vármegye Fogarasi járásához tartozott.
1910-ben 621 lakosából 2 magyar, 619 román volt. Ebből 608 görögkatolikus, 11 görögkeleti ortodox volt.

## Források

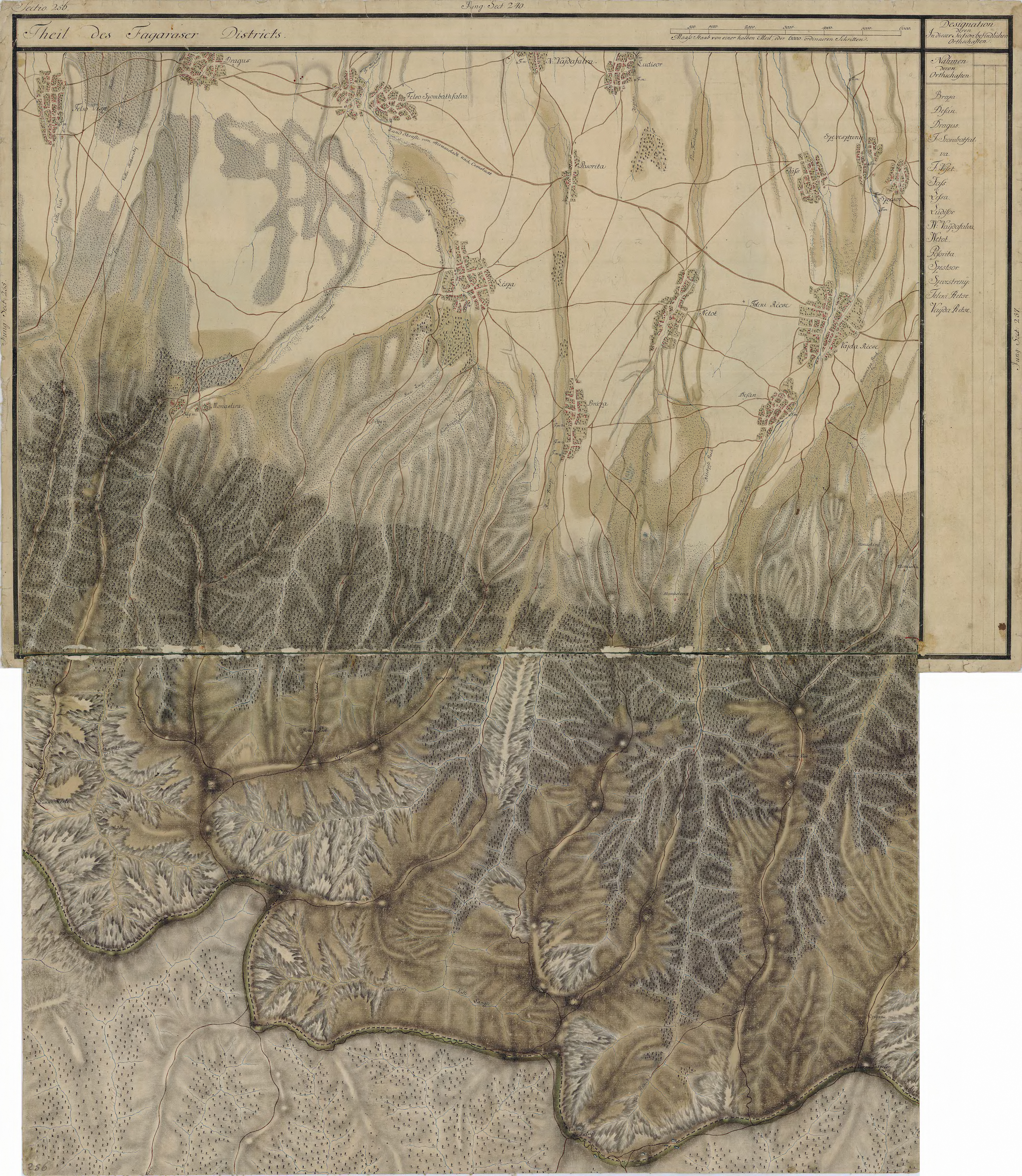
Jás egy régi térképen